# 56 Arietis
56 Arietis è una stella di magnitudine 5,77 situata nella costellazione dell'Ariete. Dista 368 anni luce dal sistema solare. La stella è conosciuta anche come SX Arietis, per essere il prototipo delle variabili SX Arietis, una classe di stelle di classe B che mostrano piccole variazioni nell'ordine delle 0,1 magnitudini.

## Osservazione
Si tratta di una stella situata nell'emisfero celeste boreale; grazie alla sua posizione non fortemente boreale, può essere osservata dalla gran parte delle regioni della Terra, sebbene gli osservatori dell'emisfero nord siano più avvantaggiati. Nei pressi del circolo polare artico appare circumpolare, mentre resta sempre invisibile solo in prossimità dell'Antartide. La sua magnitudine pari a 5,8 la pone al limite della visibilità ad occhio nudo, pertanto per essere osservata senza l'ausilio di strumenti occorre un cielo limpido e possibilmente senza Luna.
Il periodo migliore per la sua osservazione nel cielo serale ricade nei mesi compresi fra fine ottobre e aprile; nell'emisfero nord è visibile anche per un periodo maggiore, grazie alla declinazione boreale della stella, mentre nell'emisfero sud può essere osservata limitatamente durante i mesi dell'estate australe.

## Caratteristiche fisiche
La stella è una stella bianco-azzurra di sequenza principale o una subgigante blu con una massa 3,2 volte quella del Sole, un raggio oltre 2 volte superiore ed è 117 volte più luminosa. È il prototipo delle variabili SX Arietis e come tale mostra una piccola variazione della sua luminosità fluttuando da magnitudine +5,75 a +5,81 in un periodo di 0.7279 giorni.
Possiede una magnitudine assoluta di 0,35 e la sua velocità radiale positiva indica che la stella si sta allontanando dal sistema solare.